# E娘!
E娘!（いーむすめ!）は、TBSで2005年10月6日から2007年3月29日まで放送された関東ローカルの深夜番組で、放送時間は毎週木曜深夜26:25〜26:52。BS-i（現・BS-TBS）でも毎週日曜深夜26:00〜26:30に3日遅れで放送されていた。

## 番組概要
- 当初、山田広野の活弁口調による語りと、普段とはかけ離れたファッションで登場する川田亜子と青木裕子のフリートーク（エンタメに関連すること、それから派生した日常生活のことなど）、また視聴者からのお悩み相談に答える「亜子と裕子の相談室」などのコーナーを交えながらのエンターテイメント紹介番組でスタート。
- 山田広野は、2005年最後の放送日12月22日をもって降板。
- 2006年は、1月12日から放送を始め、翌週の1月19日まで、川田と青木の2人で、2005年と同様の形式で番組を進行。
- 2006年1月26日放送より「E娘!バトル」という企画が始まり、エンターテイメント情報の告知を題材に、川田と青木がゲストを立会人（審判）として、さまざまなテーマで勝負を競う番組になる。2人のアナウンサーの勝負で、敗者は勝者にインスタントカメラにより恥ずかしい写真を撮られるという罰ゲームがある。
- 2006年2月2日放送をもって、「亜子と裕子の相談室」コーナー終了。
- 2006年4月6日放送より「E娘!バトル」の立会人が女性から男性に代わる。また、エンディングテーマが時東ぁみの「発明美人とパインナッポー!」になる。
- 「E娘!バトル」は、2006年7月13日放送で川田が10勝到達したことをもってファーストステージ終了とし、2006年7月27日放送よりセカンドステージに移り、罰ゲームがパワーアップした。敗者は、勝者により選ばれたアイテムを身に付け、罰ゲーム言葉集から選ばれた恥ずかしい言葉をテレビカメラに向かって言わなくてはならない。そしてファーストステージと同様、勝者がその姿をデジタルカメラで写真におさめる。
- 「E娘!バトル」セカンドステージは、2006年12月7日放送で青木が10勝到達したことをもって終了とし、2007年1月11日放送よりサードステージに移った。敗者に科せられる罰ゲームの内容も、抽選BOXから引いた紙に書かれている文字を、全身でアクロバティックに表現するというものに変わった。前ステージ同様、勝者はその姿をデジタルカメラで写真におさめる。また、エンディングテーマがFairy-taleの「Get up!」に変わった。
- 「E娘!バトル」サードステージは、2007年3月8日放送にて両者優勝とし終了となった。
- 2007年3月29日放送を以って番組終了となった。

## 出演者
- 川田亜子（当時TBSアナウンサー）
- 青木裕子（当時TBSアナウンサー）
- 山田広野（活弁映画監督・2005年のみ）
- 森一丁（ナレーション）
- 宮川美保（ナレーション・2006年2月〜4月）

## スタッフ
プロデューサー
- 長生啓（TBS）

ディレクター
- 金澤忠延、吉住理、天野幸治

AP
- 茂木邦彦

構成
- ISSEI★

演出
- 若菜久利

ブレーン
- ピッコロきど

制作協力
- 第2学区　ＵofＣ

## E娘!バトル
※バトル名称は番組内の表示に基づいているので、同じ内容でも異なる場合がある。

### ファーストステージ
- 期間：2006年1月26日〜2006年7月13日

- 総合成績：川田 10勝9敗

- 勝敗表 ○：勝 ●：負 △：引分け

| No                     | 放送日 勝者                          | バトル名称                                                     | 川田 | 青木 | 立会人                                 |
| ---------------------- | ------------------------------------ | -------------------------------------------------------------- | ---- | ---- | -------------------------------------- |
| 1                      | 2006年1月26日 勝者：青木             | 即興プレゼンバトル                                             | ○    | ●    | 村上結花 (女子大生)                    |
| 1                      | 2006年1月26日 勝者：青木             | 早口言葉                                                       | ●    | ○    | 村上結花 (女子大生)                    |
| 1                      | 2006年1月26日 勝者：青木             | 漢字バトル                                                     | ●    | ○    | 村上結花 (女子大生)                    |
| 2                      | 2006年2月2日 勝者：青木              | 即興プレゼンバトル                                             | ●    | ○    | 吉村紗耶香 (女優志望)                  |
| 2                      | 2006年2月2日 勝者：青木              | 洗濯物早たたみ                                                 | ○    | ●    | 吉村紗耶香 (女優志望)                  |
| 2                      | 2006年2月2日 勝者：青木              | 新聞記事早読み                                                 | ●    | ○    | 吉村紗耶香 (女優志望)                  |
| 3                      | 2006年2月9日 勝者：川田              | 即興プレゼンバトル                                             | ○    | ●    | 飯田美々 (女優のタマゴ)                |
| 3                      | 2006年2月9日 勝者：川田              | 東京フレンドパーク対決!!                                       | ●    | ○    | 飯田美々 (女優のタマゴ)                |
| 3                      | 2006年2月9日 勝者：川田              | お絵描きバトル                                                 | ○    | ●    | 飯田美々 (女優のタマゴ)                |
| 冬季五輪のため放送なし |                                      |                                                                |      |      |                                        |
| 4                      | 2006年2月23日 勝者：川田             | 即興プレゼンバトル                                             | ●    | ○    | 芦澤奈美 (モデル?)                     |
| 4                      | 2006年2月23日 勝者：川田             | 原稿早読みバトル                                               | ●    | ○    | 芦澤奈美 (モデル?)                     |
| 4                      | 2006年2月23日 勝者：川田             | 柔軟3本勝負                                                    | ○×3  | ●    | 芦澤奈美 (モデル?)                     |
| 5                      | 2006年3月2日 勝者：川田              | 萌えバトル                                                     | ○    | ●    | 野木明子 (ダンサー)                    |
| 5                      | 2006年3月2日 勝者：川田              | 即興プレゼンバトル                                             | ○    | ●    | 野木明子 (ダンサー)                    |
| 5                      | 2006年3月2日 勝者：川田              | お立ち台バトル                                                 | ●    | ○    | 野木明子 (ダンサー)                    |
| 6                      | 2006年3月9日 勝者：川田              | エンタメPR原稿早読み                                           | ○    | ●    | 石嶋香織 (タレント※ ミニスカポリス)    |
| 6                      | 2006年3月9日 勝者：川田              | バレエ・バランス対決                                           | ○    | ●    | 石嶋香織 (タレント※ ミニスカポリス)    |
| 6                      | 2006年3月9日 勝者：川田              | 創作団子対決!!                                                 | ●    | ○    | 石嶋香織 (タレント※ ミニスカポリス)    |
| 7                      | 2006年3月16日 勝者：青木             | ガチンコK-1バトル                                              | ●    | ○    | 可愛きょうこ (タレント※ミニスカポリス) |
| 7                      | 2006年3月16日 勝者：青木             | 即興プレゼンバトル                                             | ○    | ●    | 可愛きょうこ (タレント※ミニスカポリス) |
| 7                      | 2006年3月16日 勝者：青木             | 地上絵対決                                                     | ●    | ○    | 可愛きょうこ (タレント※ミニスカポリス) |
| 8                      | 2006年3月23日 勝者：青木             | CatChat対決                                                    | ●    | ○    | 平野由希 (タレント※ミニスカポリス)     |
| 8                      | 2006年3月23日 勝者：青木             | 即興プレゼンバトル                                             | ●    | ○    | 平野由希 (タレント※ミニスカポリス)     |
| 8                      | 2006年3月23日 勝者：青木             | 恋上手対決                                                     | ●    | ○    | 平野由希 (タレント※ミニスカポリス)     |
| 9                      | 2006年4月6日 勝者：川田              | ワンちゃんに好かれるのはどっちだ?対決                          | ○    | ●    | 河西真人 (モデル)                      |
| 9                      | 2006年4月6日 勝者：川田              | 30歳の私、どちらが魅力的?対決                                  | ●    | ○    | 河西真人 (モデル)                      |
| 9                      | 2006年4月6日 勝者：川田              | 足さばき対決                                                   | ○    | ●    | 河西真人 (モデル)                      |
| 10                     | 2006年4月20日 勝者：川田 (※判定勝ち) | 出演者暗記対決                                                 | ●    | ○    | 桜倉ケン (占い師)                      |
| 10                     | 2006年4月20日 勝者：川田 (※判定勝ち) | 推理クイズ対決                                                 | △    | △    | 桜倉ケン (占い師)                      |
| 10                     | 2006年4月20日 勝者：川田 (※判定勝ち) | 中華料理対決                                                   | ○    | ●    | 桜倉ケン (占い師)                      |
| 11                     | 2006年4月27日 勝者：青木             | 黒ひゲイ危機一髪対決                                           | ●    | ○    | 玲央、未来、HIRO (ホスト)              |
| 11                     | 2006年4月27日 勝者：青木             | 川田亜子 報道アナへの道『E娘!ヘッドライン』                    | ●    | ○    | 玲央、未来、HIRO (ホスト)              |
| 11                     | 2006年4月27日 勝者：青木             | アクロバティック バランスボール対決                            | ●    | ○    | 玲央、未来、HIRO (ホスト)              |
| 12                     | 2006年5月4日 勝者：青木              | ききみみチャンピオン対決                                       | △    | △    | ダニエル (モデル)                      |
| 12                     | 2006年5月4日 勝者：青木              | 川田亜子 報道アナへの道『E娘!ヘッドライン』                    | ●    | ○    | ダニエル (モデル)                      |
| 12                     | 2006年5月4日 勝者：青木              | ウソを見破れニューハーフ対決!!                                 | △    | △    | ダニエル (モデル)                      |
| 13                     | 2006年5月11日 勝者：川田 (※判定勝ち) | 萌え萌えクッキング                                             | ○    | ●    | 石黒泰信 (キックボクサー)              |
| 13                     | 2006年5月11日 勝者：川田 (※判定勝ち) | ザ・コンプレックスクイズ                                       | △    | △    | 石黒泰信 (キックボクサー)              |
| 13                     | 2006年5月11日 勝者：川田 (※判定勝ち) | 川田亜子 報道アナへの道『E娘!ヘッドライン』                    | ●    | ○    | 石黒泰信 (キックボクサー)              |
| 14                     | 2006年5月18日 勝者：青木             | 『変顔』対決                                                   | ○    | ●    | 三浦翔平 (俳優)                        |
| 14                     | 2006年5月18日 勝者：青木             | 川田亜子 報道アナへの道『E娘!ヘッドライン』                    | ●    | ○    | 三浦翔平 (俳優)                        |
| 14                     | 2006年5月18日 勝者：青木             | 『ガチバカ感動の言葉』対決!!                                   | ●    | ○    | 三浦翔平 (俳優)                        |
| 15                     | 2006年5月25日 勝者：川田             | 『火起こし』対決                                               | △    | △    | 西村裕司 (美容師)                      |
| 15                     | 2006年5月25日 勝者：川田             | 川田亜子 報道アナへの道『E娘!ヘッドライン』                    | △    | △    | 西村裕司 (美容師)                      |
| 15                     | 2006年5月25日 勝者：川田             | 『カッティング』対決!!                                         | ○    | ●    | 西村裕司 (美容師)                      |
| 16                     | 2006年6月1日 勝者：青木              | 『ドラマ実況』対決                                             | ○    | ●    | 駒田健吾 (TBSアナウンサー)             |
| 16                     | 2006年6月1日 勝者：青木              | 川田亜子 報道アナへの道『E娘!ヘッドライン』                    | ●    | ○    | 駒田健吾 (TBSアナウンサー)             |
| 16                     | 2006年6月1日 勝者：青木              | 『キーワードトーク』対決!!                                     | ●    | ○    | 駒田健吾 (TBSアナウンサー)             |
| 17                     | 2006年6月29日 勝者：川田             | 『金魚すくい』対決!!                                           | ○    | ●    | 篠原幸太郎 (モデル)                    |
| 17                     | 2006年6月29日 勝者：川田             | 川田亜子 報道アナへの道『E娘!ヘッドライン』                    | ●    | ○    | 篠原幸太郎 (モデル)                    |
| 17                     | 2006年6月29日 勝者：川田             | 『こんな時あなたは何て言う?』』対決!!                          | ○    | ●    | 篠原幸太郎 (モデル)                    |
| 18                     | 2006年7月6日 勝者：青木              | 『スーパーストライカーはどっちだ!?パッティングシュート』対決!! | ○    | ●    | 中谷似輝 (中田英寿のものまねタレント)  |
| 18                     | 2006年7月6日 勝者：青木              | 川田亜子 報道アナへの道『E娘!ヘッドライン』                    | ●    | ○    | 中谷似輝 (中田英寿のものまねタレント)  |
| 18                     | 2006年7月6日 勝者：青木              | 『芸人さん持ちネタクイズ』対決!!                               | ●    | ○    | 中谷似輝 (中田英寿のものまねタレント)  |
| 19                     | 2006年7月13日 勝者：川田             | 『巨大ジェンガ』対決!!                                         | ○    | ●    | 桜倉ケン (占い師) ※2回目               |
| 19                     | 2006年7月13日 勝者：川田             | 『アナウンサーの実力が問われるキーワードトーク』対決!!         | △    | △    | 桜倉ケン (占い師) ※2回目               |
| 19                     | 2006年7月13日 勝者：川田             | 『テーブルクロス引き』対決!!                                   | △    | △    | 桜倉ケン (占い師) ※2回目               |

### セカンドステージ
- 期間：2006年7月27日〜2006年12月7日

- 総合成績：青木 10勝9敗

- 勝敗表 ○：勝 ●：負 △：引分け

| No | 放送日 勝者               | バトル名称                                            | 川田 | 青木 | 立会人                                                            |
| -- | ------------------------- | ----------------------------------------------------- | ---- | ---- | ----------------------------------------------------------------- |
| 1  | 2006年7月27日 勝者：川田  | 『お願いだからホストを辞めて 説得の言葉』対決!!       | ○    | ●    | 三浦翔平 (俳優) ※2回目                                            |
| 1  | 2006年7月27日 勝者：川田  | 『ワイングラス積み』対決!!                            | ●    | ○    | 三浦翔平 (俳優) ※2回目                                            |
| 1  | 2006年7月27日 勝者：川田  | 川田亜子 脱バラエティへの道『E娘!ヘッドライン』       | ○    | ●    | 三浦翔平 (俳優) ※2回目                                            |
| 2  | 2006年8月3日 勝者：川田   | 『バランス・ザ・綱引き』対決!!                        | ○    | ●    | BBゴロー (お笑いタレント)                                         |
| 2  | 2006年8月3日 勝者：川田   | 『恋愛偏差値テスト』対決!!                            | ○    | ●    | BBゴロー (お笑いタレント)                                         |
| 2  | 2006年8月3日 勝者：川田   | 『涙ぽろぽろ早々に流せ』対決!!                        | ○    | ●    | BBゴロー (お笑いタレント)                                         |
| 3  | 2006年8月10日 勝者：川田  | 『泡盛利き酒』対決!!                                  | ●    | ○    | キャン×キャン (お笑いタレント)                                    |
| 3  | 2006年8月10日 勝者：川田  | 『キーワードトーク』対決!!                            | ○    | ●    | キャン×キャン (お笑いタレント)                                    |
| 3  | 2006年8月10日 勝者：川田  | 『アナウンサーの命・声』対決!!                        | ○    | ●    | キャン×キャン (お笑いタレント)                                    |
| 4  | 2006年8月17日 勝者：川田  | ダンスダンスレボリューション ノリノリでダンス対決!!   | ○    | ●    | Bugs Under Groove (IYO-P、TETSU、SHIO) (ダンスユニット)           |
| 4  | 2006年8月17日 勝者：川田  | お宝を狙え怪盗団対決!!                                | ○    | ●    | Bugs Under Groove (IYO-P、TETSU、SHIO) (ダンスユニット)           |
| 4  | 2006年8月17日 勝者：川田  | 川田亜子 脱バラエティへの道『E娘!ヘッドライン』       | ●    | ○    | Bugs Under Groove (IYO-P、TETSU、SHIO) (ダンスユニット)           |
| 5  | 2006年8月24日 勝者：川田  | E娘! こども相談室                                     | ●    | ○    | 夏休み中の子供たち                                                |
| 5  | 2006年8月24日 勝者：川田  | ハリセンスウィング! 風船をかっ飛ばせ!対決             | ○    | ●    | 夏休み中の子供たち                                                |
| 5  | 2006年8月24日 勝者：川田  | プロポーズの言葉対決!                                 | ○    | ●    | 夏休み中の子供たち                                                |
| 6  | 2006年8月31日 勝者：青木  | 危険物取り扱い注意!青春は爆発だ!対決                  | ○    | ●    | 3バカヘッズ (お笑いタレント、WAHAHA本舗所属)                      |
| 6  | 2006年8月31日 勝者：青木  | E娘!ヘッドライン                                      | ●    | ○    | 3バカヘッズ (お笑いタレント、WAHAHA本舗所属)                      |
| 6  | 2006年8月31日 勝者：青木  | 風呂桶を崩すな!チキンレース対決!                      | ●    | ○    | 3バカヘッズ (お笑いタレント、WAHAHA本舗所属)                      |
| 7  | 2006年9月7日 勝者：川田   | 天高く飛び上がれ!跳び箱対決!                          | ○    | ●    | レム色 (お笑いタレント)                                           |
| 7  | 2006年9月7日 勝者：川田   | 目指せイチロー バッティング対決!                      | ○    | ●    | レム色 (お笑いタレント)                                           |
| 7  | 2006年9月7日 勝者：川田   | キーワードトーク対決!                                 | ●    | ○    | レム色 (お笑いタレント)                                           |
| 8  | 2006年9月14日 勝者：青木  | ムシ虫キング対決!!                                    | △    | △    | 楽珍トリオ (お笑いタレント、WAHAHA本舗所属)                       |
| 8  | 2006年9月14日 勝者：青木  | 忍耐力があるのはどっち!? 水中息止め対決!              | ●    | ○    | 楽珍トリオ (お笑いタレント、WAHAHA本舗所属)                       |
| 8  | 2006年9月14日 勝者：青木  | E娘!ヘッドライン                                      | ●    | ○    | 楽珍トリオ (お笑いタレント、WAHAHA本舗所属)                       |
| 9  | 2006年9月21日 勝者：青木  | マライアみたいに歌いたい!カラオケ対決!!               | ○    | ●    | Mr.Color (マジシャン)                                             |
| 9  | 2006年9月21日 勝者：青木  | サギを見破れ!本物はどっち!?対決                       | ●    | ○    | Mr.Color (マジシャン)                                             |
| 9  | 2006年9月21日 勝者：青木  | キーワードトーク対決!                                 | ●    | ○    | Mr.Color (マジシャン)                                             |
| 10 | 2006年9月28日 勝者：川田  | E娘! 風水間取り対決!!                                 | ○    | ●    | 倉重三郎 (化殺風水師)                                             |
| 10 | 2006年9月28日 勝者：川田  | E娘! 水鉄砲対決!                                      | ○    | ●    | 倉重三郎 (化殺風水師)                                             |
| 10 | 2006年9月28日 勝者：川田  | 川田亜子 脱バラエティへの道 E娘!ヘッドライン対決!     | ○    | ●    | 倉重三郎 (化殺風水師)                                             |
| 11 | 2006年10月12日 勝者：青木 | コントロールが命!ストラックアウト対決!                | ●    | ○    | タイムマシーン3号 (お笑いタレント)                                |
| 11 | 2006年10月12日 勝者：青木 | 川田亜子 脱!バラエティへの道 E娘!ヘッドライン         | ●    | ○    | タイムマシーン3号 (お笑いタレント)                                |
| 11 | 2006年10月12日 勝者：青木 | 女子アナだって料理の腕前は大切!リンゴ皮むき対決!      | ○    | ●    | タイムマシーン3号 (お笑いタレント)                                |
| 12 | 2006年10月19日 勝者：川田 | 目指せ日本代表!PK対決!                                | ○    | ●    | 島田夫妻 (お笑いタレント)                                         |
| 12 | 2006年10月19日 勝者：川田 | ぶっさんを蘇らせろ!人工呼吸対決!                      | ○    | ●    | 島田夫妻 (お笑いタレント)                                         |
| 12 | 2006年10月19日 勝者：川田 | アナウンサーの実力が問われる キーワード対決!          | △    | △    | 島田夫妻 (お笑いタレント)                                         |
| 13 | 2006年10月26日 勝者：青木 | 家庭の裏技をマスターせよ!ゆで卵の殻むき対決!          | ●    | ○    | 清水宏 (俳優)                                                     |
| 13 | 2006年10月26日 勝者：青木 | アナウンサーの実力が問われる キーワード対決!          | ●    | ○    | 清水宏 (俳優)                                                     |
| 13 | 2006年10月26日 勝者：青木 | 怪盗団の仲間を救い出せ!運命のカギ開け対決!            | ○    | ●    | 清水宏 (俳優)                                                     |
| 14 | 2006年11月2日 勝者：青木  | 顔は口ほどに物を言う 顔相対決!                        | ●    | ○    | 藤木相元 (嘉祥流観相学会導主)                                     |
| 14 | 2006年11月2日 勝者：青木  | お互いの似顔絵!PCでお絵描き対決!                      | ●    | ○    | 藤木相元 (嘉祥流観相学会導主)                                     |
| 14 | 2006年11月2日 勝者：青木  | 川田亜子 脱バラエティの道 E娘!ヘッドライン            | △    | △    | 藤木相元 (嘉祥流観相学会導主)                                     |
| 15 | 2006年11月9日 勝者：青木  | 目指せ!イケメン 変身対決!                             | ○    | ●    | ハマカーン (お笑いタレント)                                       |
| 15 | 2006年11月9日 勝者：青木  | 『冬のソナタ』替え歌対決!                             | ●    | ○    | ハマカーン (お笑いタレント)                                       |
| 15 | 2006年11月9日 勝者：青木  | 相手のプライベートを推理せよ!キーワード推理クイズ     | ●    | ○    | ハマカーン (お笑いタレント)                                       |
| 16 | 2006年11月16日 勝者：川田 | 目指せ!ダンシングクィーン! シカゴダンス対決!          | ●    | ○    | 杉谷一隆 (振付師、振付家業air:man主宰)                            |
| 16 | 2006年11月16日 勝者：川田 | あの頃 君は若かった! 今甦る 懐かしき青春の日々クイズ! | ○    | ●    | 杉谷一隆 (振付師、振付家業air:man主宰)                            |
| 16 | 2006年11月16日 勝者：川田 | アナウンサーの実力が問われる 新・キーワード対決!      | ○    | ●    | 杉谷一隆 (振付師、振付家業air:man主宰)                            |
| 17 | 2006年11月23日 勝者：青木 | KABA.ちゃんおもてなし! 料理対決!                      | ●    | ○    | KABA.ちゃん (振付師、タレント) 2回戦ゲスト： 三浦翔平(俳優)※3回目 |
| 17 | 2006年11月23日 勝者：青木 | 奪われた恋人を取り戻せ! 恋愛の言葉対決!               | ○    | ●    | KABA.ちゃん (振付師、タレント) 2回戦ゲスト： 三浦翔平(俳優)※3回目 |
| 17 | 2006年11月23日 勝者：青木 | 川田亜子 脱バラエティの道 E娘!ヘッドライン対決!       | ●    | ○    | KABA.ちゃん (振付師、タレント) 2回戦ゲスト： 三浦翔平(俳優)※3回目 |
| 18 | 2006年11月30日 勝者：青木 | コートを華麗に舞え! テニス対決!                       | ●    | ○    | 田中要次 (俳優) 2回戦ゲスト： 三浦翔平(俳優)※4回目                |
| 18 | 2006年11月30日 勝者：青木 | 田中要次から逃げろ!                                   | ●    | ○    | 田中要次 (俳優) 2回戦ゲスト： 三浦翔平(俳優)※4回目                |
| 18 | 2006年11月30日 勝者：青木 | アナウンサーの実力が問われる 新・キーワード対決!      | ○    | ●    | 田中要次 (俳優) 2回戦ゲスト： 三浦翔平(俳優)※4回目                |
| 19 | 2006年12月7日 勝者：青木  | まえけんさんに学ぼう! ノリノリパラパラ対決!           | ○    | ●    | 前田健 (お笑いタレント)                                           |
| 19 | 2006年12月7日 勝者：青木  | いつかの為に妊婦さんの苦労を学ぼう! 洗濯物レース!     | ●    | ○    | 前田健 (お笑いタレント)                                           |
| 19 | 2006年12月7日 勝者：青木  | 川田亜子 脱バラエティへの道 E娘!ヘッドライン対決      | ●    | ○    | 前田健 (お笑いタレント)                                           |

### サードステージ
- 期間：2007年1月11日〜2007年3月8日

- 総合成績：両者優勝（判定）

- 勝敗表 ○：勝 ●：負 △：引き分け

| No | 放送日 勝者                   | バトル名称                                                                    | 川田 | 青木 | 立会人                                          |
| -- | ----------------------------- | ----------------------------------------------------------------------------- | ---- | ---- | ----------------------------------------------- |
| 1  | 2007年1月11日 勝者：川田      | 書に挑戦 書き初め対決                                                         | ○    | ●    | 磁石 (お笑いタレント)                           |
| 1  | 2007年1月11日 勝者：川田      | 女と女の真剣勝負 チャンバラファイト対決!                                      | ○    | ●    | 磁石 (お笑いタレント)                           |
| 1  | 2007年1月11日 勝者：川田      | 目指せ!TBSの看板アナウンサー E娘!ヘッドライン対決!                            | ●    | ○    | 磁石 (お笑いタレント)                           |
| 2  | 2007年1月18日 勝者：川田      | 時間との勝負!! 1分半サンドイッチ作り対決!                                     | ○    | ●    | 流れ星 (お笑いタレント)                         |
| 2  | 2007年1月18日 勝者：川田      | 目指せ!TBSの看板アナウンサー E娘!ヘッドライン対決!                            | ●    | ○    | 流れ星 (お笑いタレント)                         |
| 2  | 2007年1月18日 勝者：川田      | 私たちがイメージする魔物って? 魔物絵描き対決!                                 | ○    | ●    | 流れ星 (お笑いタレント)                         |
| 3  | 2007年1月25日 勝者：川田      | 狙いを定めてドキューン!! 射的対決!                                            | ○    | ●    | はなわ (お笑いタレント)                         |
| 3  | 2007年1月25日 勝者：川田      | 伝説の『佐賀県』に対抗せよ!! お里自慢替え歌対決!                              | ○    | ●    | はなわ (お笑いタレント)                         |
| 3  | 2007年1月25日 勝者：川田      | 目指せ!TBSの看板アナウンサー E娘!ヘッドライン対決!                            | ○    | ●    | はなわ (お笑いタレント)                         |
| 4  | 2007年2月1日 勝者：青木       | 花嫁修業 2番勝負 ブーケ対決!                                                  | ●    | ○    | 5番6番 (お笑いタレント)                         |
| 4  | 2007年2月1日 勝者：青木       | 目指せ!TBSの看板アナウンサー E娘!ヘッドライン                                 | ●    | ○    | 5番6番 (お笑いタレント)                         |
| 4  | 2007年2月1日 勝者：青木       | 熊川哲也を超えろ! ジャンプ力対決!3本勝負                                      | ○    | ●    | 5番6番 (お笑いタレント)                         |
| 5  | 2007年2月8日 勝者：青木       | 目指せ!川相昌弘さん! 職人バント対決!!                                         | ○    | ●    | キャン×キャン (お笑いタレント) ※2回目           |
| 5  | 2007年2月8日 勝者：青木       | 目指せ!TBSの看板アナウンサー E娘!ヘッドライン対決!                            | ●    | ○    | キャン×キャン (お笑いタレント) ※2回目           |
| 5  | 2007年2月8日 勝者：青木       | Let's Go! カーリング対決!                                                     | ●    | ○    | キャン×キャン (お笑いタレント) ※2回目           |
| 6  | 2007年2月15日 勝者：川田      | 悪女をかばえ 弁護対決!                                                        | ●    | ○    | 杉浦太雄 (俳優) 1回戦ゲスト： 水沢彩 (タレント) |
| 6  | 2007年2月15日 勝者：川田      | アナウンサーの実力が問われる キーワードプレゼン対決!                          | ●    | ○    | 杉浦太雄 (俳優) 1回戦ゲスト： 水沢彩 (タレント) |
| 6  | 2007年2月15日 勝者：川田      | がっちり守れ 守備対決!                                                        | ○×3  | ●    | 杉浦太雄 (俳優) 1回戦ゲスト： 水沢彩 (タレント) |
| 7  | 2007年2月22日 勝者：川田      | 映画『どろろ』超ヒット御礼! ボビーを倒せ!チャンバラ対決!                      | ○    | ●    | ボビー・オロゴン (タレント)                     |
| 7  | 2007年2月22日 勝者：川田      | 目指せ!TBSの看板アナウンサー! E娘!ヘッドライン対決!                           | ●    | ○    | ボビー・オロゴン (タレント)                     |
| 7  | 2007年2月22日 勝者：川田      | ファイトしちゃうぞ♥ Wiiボクシング対決!                                        | ○    | ●    | ボビー・オロゴン (タレント)                     |
| 8  | 2007年3月1日 勝者：青木       | ブタミントン対決!                                                             | ○    | ●    | 三拍子 (お笑いタレント)                         |
| 8  | 2007年3月1日 勝者：青木       | 目指せ!TBSの看板アナウンサー! E娘!ヘッドライン対決!                           | ●    | ○    | 三拍子 (お笑いタレント)                         |
| 8  | 2007年3月1日 勝者：青木       | 強打者はこれがすごい! 動体視力対決!                                           | ●    | ○    | 三拍子 (お笑いタレント)                         |
| 9  | 2007年3月8日 引き分け（判定） | 目指せ!女子アナの頂点 アナウンサー能力テスト3本勝負(1) ガチンコプレゼン対決!  | ○    | ●    | ハマカーン (お笑いタレント) ※2回目              |
| 9  | 2007年3月8日 引き分け（判定） | 目指せ!女子アナの頂点 アナウンサー能力テスト3本勝負(2) E娘!ヘッドライン特別編 | △    | △    | ハマカーン (お笑いタレント) ※2回目              |
| 9  | 2007年3月8日 引き分け（判定） | 目指せ!女子アナの頂点 アナウンサー能力テスト3本勝負(3) 早口言葉対決           | △    | △    | ハマカーン (お笑いタレント) ※2回目              |

## 特別編
通常の番組構成以外の放送
- 2005年12月22日 Xmasパーティーの楽しみ方
- 2006年3月30日 ミスマガジン2006SP!!、E娘!バトル名場面
- 2006年4月13日 ブロードウェイミュージカル「ムーヴィン・アウト」特集
- 2006年6月8日 ミスマガジン2006バトル前半戦

ミスマガジン2006特別篇。ミスマガジンの最終候補者5人に川田が加わり、3人ずつ2チームに分かれてバトルが行なわれた。
出演 倉科カナ、松井絵里奈、仲村みう、草場恵、入船加澄実
- 2006年6月15日 ミスマガジン2006バトル後半戦
- 2006年6月22日 ブロードウェイミュージカル「ムーヴィン・アウト」特集
- 2006年7月20日 E娘!バトル総集編

E娘!バトルで川田が10勝到達したことによる特別編。
亜子&裕子 思い出の『E娘!バトル』
E娘!バトルファーストステージ優勝商品贈呈
川田アナへの(秘)ドッキリ
- 2006年10月5日 1st Anniversary

放送開始から1周年記念の特別編。
世界の歌姫マライア・キャリー特集!
川田亜子アナVS青木裕子アナどっちが『E娘!』?
ファッション記憶力クイズ
この1年を振り返って
素敵なごほうびをプレゼント
- 2006年12月14日 川田亜子 バツゲーム祭り

E娘!バトルセカンドステージの敗者となった川田の罰ゲーム大会。
E娘! ひとりぼっちで街頭PR大作戦!
TBSオススメ! エンタメ情報をPRせよ!
立会人（ゲスト）は大輪教授。
- 2006年12月21日 E娘!バトル リベンジカーニバル!

両アナウンサーが、過去に行なったバトルの中で敗退したものを各々1つ選び、再バトルを行なった。
川田は2006年10月12日放送のストラックアウト対決、青木は2006年05月11日放送のケーキのデコレーション対決（萌え萌えクッキング対決）を選択。
立会人（ゲスト）はビックスモールン。
- 2007年3月15日 天国と地獄GAME 3本勝負対決!!

サードステージ両者優勝となったことにより新たなバトルが行われた。
1回戦 鈍感ではダメよ! 激辛カレーゲーム
2回戦 記憶力を振り絞れ!! E娘!カルトクイズ
3回戦 運がいいのはどっち!? 風船ロシアンルーレット
立会人（ゲスト）は、番組開始当初からナレーションを担当してきた森一丁。
- 2007年3月22日 E娘!名場面集（前編）

最終回に向けて過去の名場面を振り返った。
コスプレ編
青木裕子アナ罰ゲーム編
びっくり編
- 2007年3月29日 最終回

名場面集（後編）。
恋愛対決編
川田亜子アナ罰ゲーム編
まさかの対決編
両アナウンサーの卒業式が行われた。
スタッフから感謝の手紙
卒業証書授与

### TBS内関連サイト
- ishop > TV・ラジオショッピング > E娘!

| TBS 木曜深夜26:25枠  | TBS 木曜深夜26:25枠 | TBS 木曜深夜26:25枠 |
| 前番組               | 番組名              | 次番組              |
| -------------------- | ------------------- | ------------------- |
| 青木さやか・美人の素 | E娘!                | エンタの味方!       |